# وست اند (نیویورک)
وست اند (به انگلیسی: West End) یک منطقهٔ مسکونی در ایالات متحده آمریکا است که در شهرستان آتسگو، نیویورک واقع شده‌است. وست اند ۹٫۷ کیلومتر مربع مساحت و ۱٬۹۴۰ نفر جمعیت دارد و ۴۵۰ متر بالاتر از سطح دریا واقع شده‌است.